# Albula (flod)

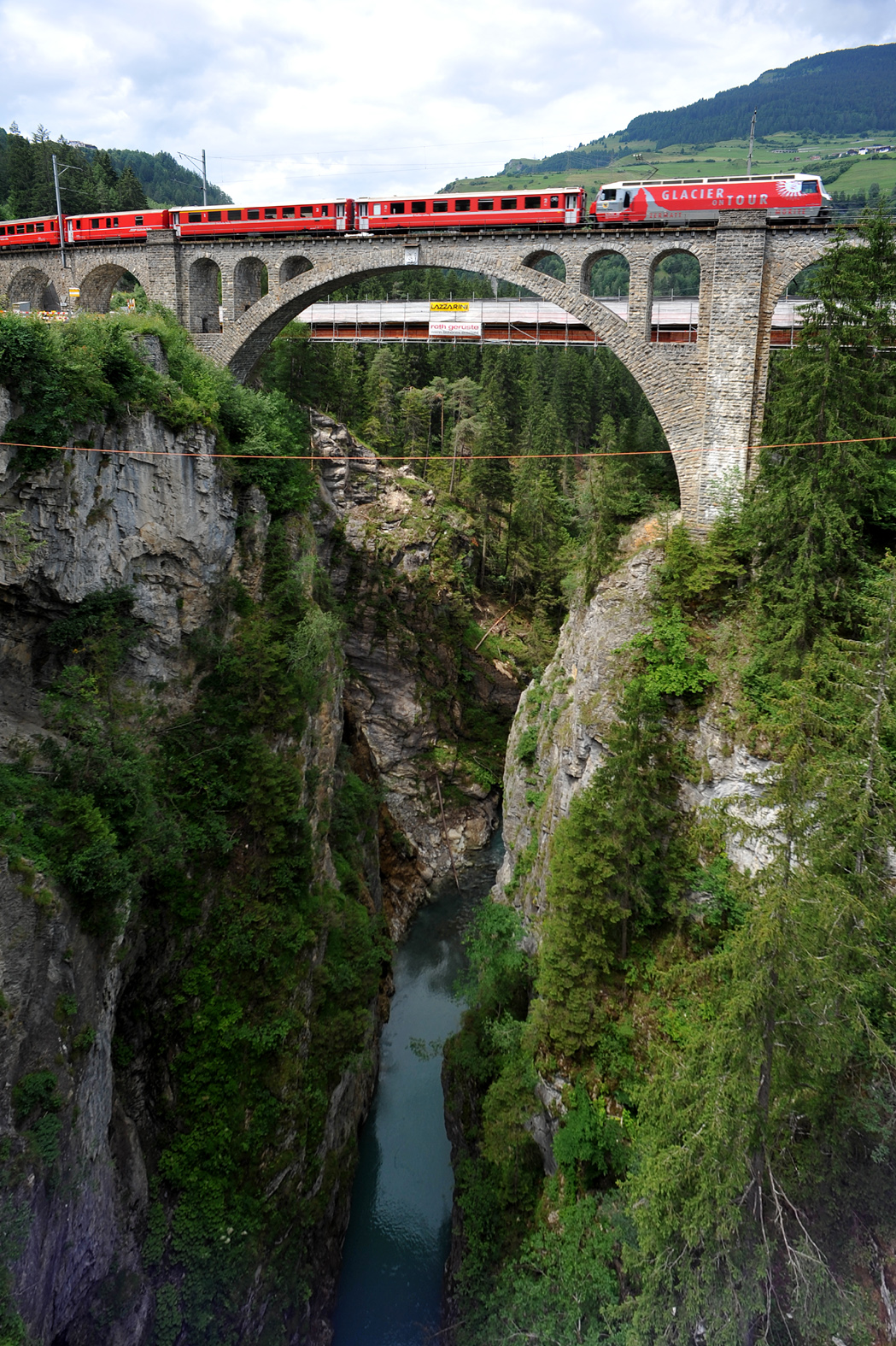
Soliser Viadukt kallas järnvägsbron över Schinschlucht, den djupa ravin som Albula flyter genom i sitt nedre lopp.

Albula (rätoromanska: Alvra) är en flod i mellersta delen av den schweiziska kantonen Graubünden. Floden är det största biflödet till Hinterrhein, och därmed indirekt biflöde till Rhen.
Albula har sitt källområde vid Albulapasset, som är vattendelare mellan avrinningsområdena till Rhen och Donau, och rinner i nordvästlig eller västlig riktning tills den efter fyra mil möter Hinterrhein vid Fürstenaubruck. De viktigaste biflödena är Landwasser och Julia (Gelgia). Några större samhällen finns inte i dalgången, däremot flera mindre såsom Tiefencastel (sedan gammalt huvudort i Albuladalen), Bergün och Filisur.
Parallellt med floden följer Albulabanan, en del av Rhätische Bahn som invigdes 1903, och som sedan 2008 är klassat som världsarv. Vattenflödet i Albula utnyttjas i ett flertal vattenkraftverk.
Floden har fått ge namn åt bland annat regionen Albula och kommunen Albula. Begreppet Albuladalen (tyska: Albulatal, rätoromanska: Val d'Alvra) brukar inbegripa samtliga kommuner i kretsarna Bergün, Belfort och Alvaschein.